# Едвард Артур Мілн
 Е́двард А́ртур Мілн (англ. Edward Arthur Milne; 4 лютого 1896 — 21 вересня 1950) — англійський астроном і математик, член Лондонського королівського товариства (1926).

## Життєпис
Родився в Галлі. У 1914—1916 навчався у Триніті-коледжі Кембриджського університету. Потім до закінчення першої світової війни працював у Відділі протиповітряної оборони міністерства озброєнь. У 1919 продовжив навчання, в 1920 закінчив Триніті-коледж Кембриджського університету. Працював в Кембриджському університеті (у 1920—1924 був заступником директора Обсерваторії сонячної фізики, у 1921—1925 викладав астрофізику в університеті, з 1924 — також математику). У 1925—1928 — професор прикладної математики Манчестерського університету, з 1928 — професор математики Оксфордського університету.
Основні наукові роботи відносяться до фізики зоряних атмосфер, теорії внутрішньої будови зірок, космології. У 1921—1929 вніс великий внесок у розвиток теорії переносу випромінювання в атмосферах зірок. Детально розробив теорію сірої атмосфери. Запропонував і досліджував інтегральне рівняння, що визначає залежність температури в атмосфері зірки від оптичної глибини (рівняння Мілна). Розробив модель утворення ліній поглинання в атмосферах зірок (модель Мілна—Еддінгтона). У 1923—1924 спільно з Р. Г. Фаулером на підставі теорії йонізації Саха встановив температурну шкалу зоряної спектральної послідовності (за максимумом інтенсивності ліній), отримав перші надійні оцінки температури і тиску в зоряних атмосферах. Розробляв теорію ефекту абсолютної величини. У 1929—1935 Мілн вніс істотний внесок у теорію внутрішньої будови зірок. Його роботи послужили відправним пунктом для багатьох наступних досліджень, а розроблений ним математичний апарат широко використовувався аж до недавнього часу (змінні Мілна U, V). У 1932 Мілн звернувся до проблем космології. Спираючись на власну концепцію «кінематичної теорії відносності», яка є альтернативою загальній теорії відносності, створив модель Всесвіту, побудовану на кінематичному підході до явища розбігання галактик. Він показав, що нестаціонарність однорідних та ізотропних моделей Всесвіту аж ніяк не пов'язана з особливостями загальної теорії відносності і може бути не тільки якісно, але і кількісно описана в рамках ньютонівської теорії гравітації. Систематичний виклад своєї теорії Мілн дав у роботах «Відносність, гравітація і будова світу» (1935), «Кінематична теорія відносності» (1948). Ряд досліджень присвячено фізиці верхньої атмосфери Землі (1920, 1923). Побудував (1925, 1926) теорію рівноваги хромосфери Сонця з урахуванням сили тяжіння і тиску в частотах ліній. Показав, що за певних умов рівновагу стає нестійкою і атоми можуть викидатися з Сонця. Цей механізм грає важливу роль в сучасних теоріях зоряного вітру. У роки першої та другої світових воєн Мілн отримав важливі результати в області балістики, поширення звуку, звукопеленгації.
Президент Лондонського математичного товариства (1937—1939), Лондонського королівського астрономічного товариства (1943—1945).

## Книги
- The White Dwarf Stars, Oxford: Clarendon Press, 1932.
- Relativity, gravitation and world-structure, Oxford: Clarendon Press, 1935.
- The Inverse Square Law of Gravitation, London: Harrison and Son, 1936.
- The Fundamental Concepts of Natural Philosophy, Edinburgh: Oliver & Boyd, 1943.
- Kinematic relativity; a sequel to Relativity, gravitation and world structure, Oxford: Clarendon Press, 1948.
- Vectorial Mechanics, New York: Interscience Publishers, 1948.
- Modern Cosmology and the Christian Idea of God, Oxford: Clarendon Press, 1952.
- Sir James Jeans: A Biography, Cambridge University Press, 1952.

## Відзнаки та нагороди
- Золота Медаль Королівського Астрономічного товариства (1935)
- Королівська медаль Лондонського королівського товариства (1941)
- Медаль Кетрін Брюс (1945)

Кратер Мілн на Місяці названий на честь ученого. Також на його честь названо астероїд 11767 Мілн.